# Berndt Godenhjelm

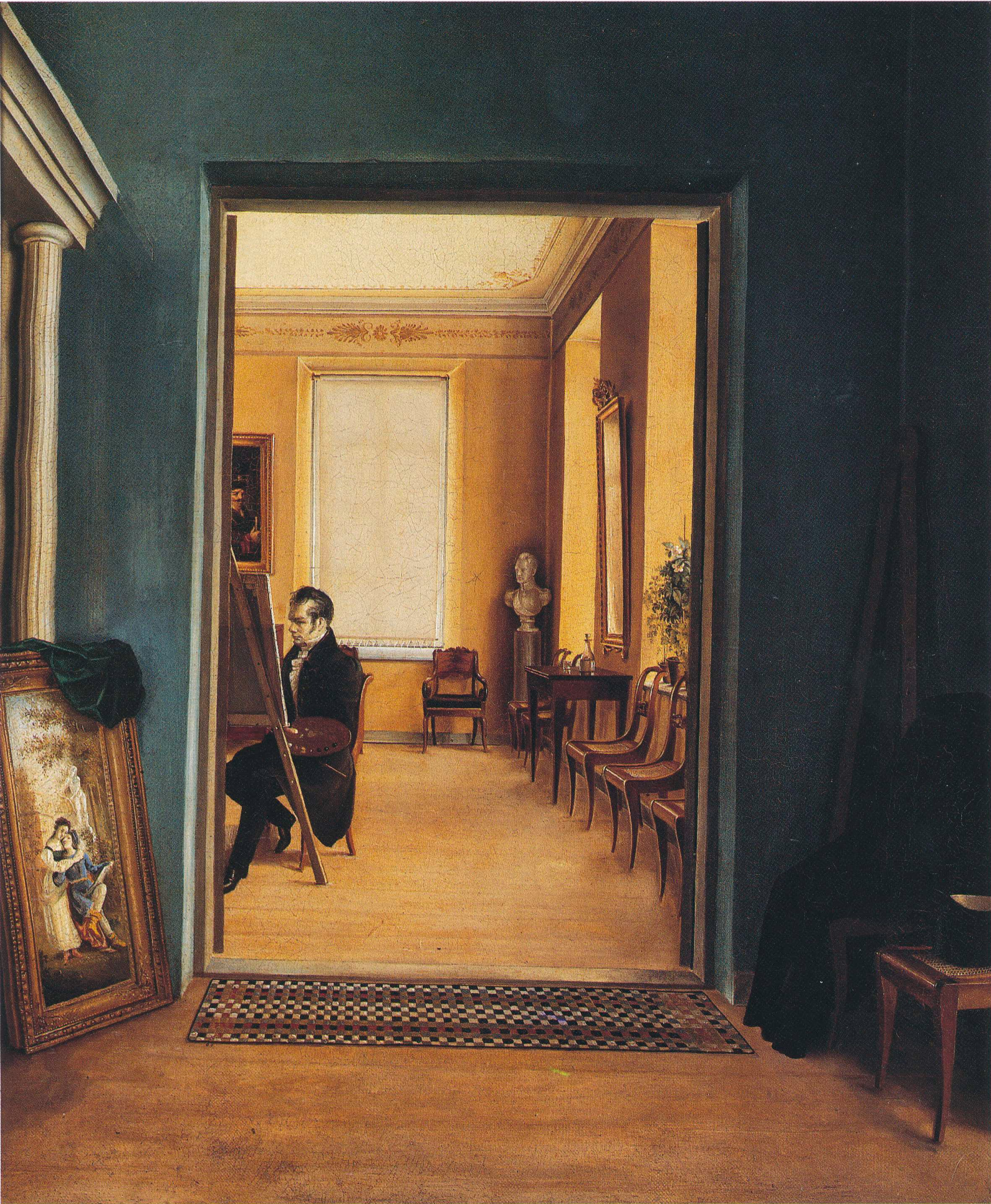
Berndt Godenhjelm: Självporträtt i ateljén i Sankt Petersburg 1830-tal

Berndt Abraham Godenhjelm, född 30 mars 1799 i Mäntyharju, död 14 december 1881 i Helsingfors, var en finländsk målare.
Godenhjelm blev student vid Kejserliga Akademien i Åbo 1817 och studerade först juridik 1817–1820. Vid 28 års ålder började han ägna sig åt måleriet, som han stiftat bekantskap med som privatelev hos landskapsmålaren Per Gustaf von Heideken i Stockholm 1818. Med ett femårsstipendium ur kejsarens handkassa, som var bland Finlands första konstnärsstipendier ur allmänna medel, påbörjade han 1828 konststudier i Petersburg, bl.a. under kopparstickaren Nikolaj Utkins ledning.
Efter avklarade studier 1832 stannade Godenhjelm kvar i Petersburg och återvände först 1848 till Finland för att bli den första läraren vid Finska konstföreningens nygrundade ritskola. Han undervisade där till 1869 och ställde flitigt ut på föreningens årsutställningar. Redan i Petersburg målade han åtminstone ikoner, porträtt, altartavlor och sannolikt även allegoriska kompositioner och genrebilder. Han blev en mycket populär porträttmålare under biedermeierepoken. Bland porträtten märks bland annat porträtt av de ryska kejsarna samt självporträtt från olika perioder.
I mitten av 1800-talet fick Godenhjelm flera beställningar på altartavlor. På 1840-talet målade han tolv altartavlor, bland annat i Vichtis 1846, och på 1850-talet sju. Ännu på 1870-talet målade han några altartavlor. Han var därtill en kunnig grafiker som lärt sig gravyrtekniken redan under de tidigaste studieåren i Åbo samt i Petersburg. Sin sista lärartjänst innehade han vid universitetets ritsal, därifrån han pensionerades. Godenhjelm är representerad vid Åbo Akademi

## Bilder

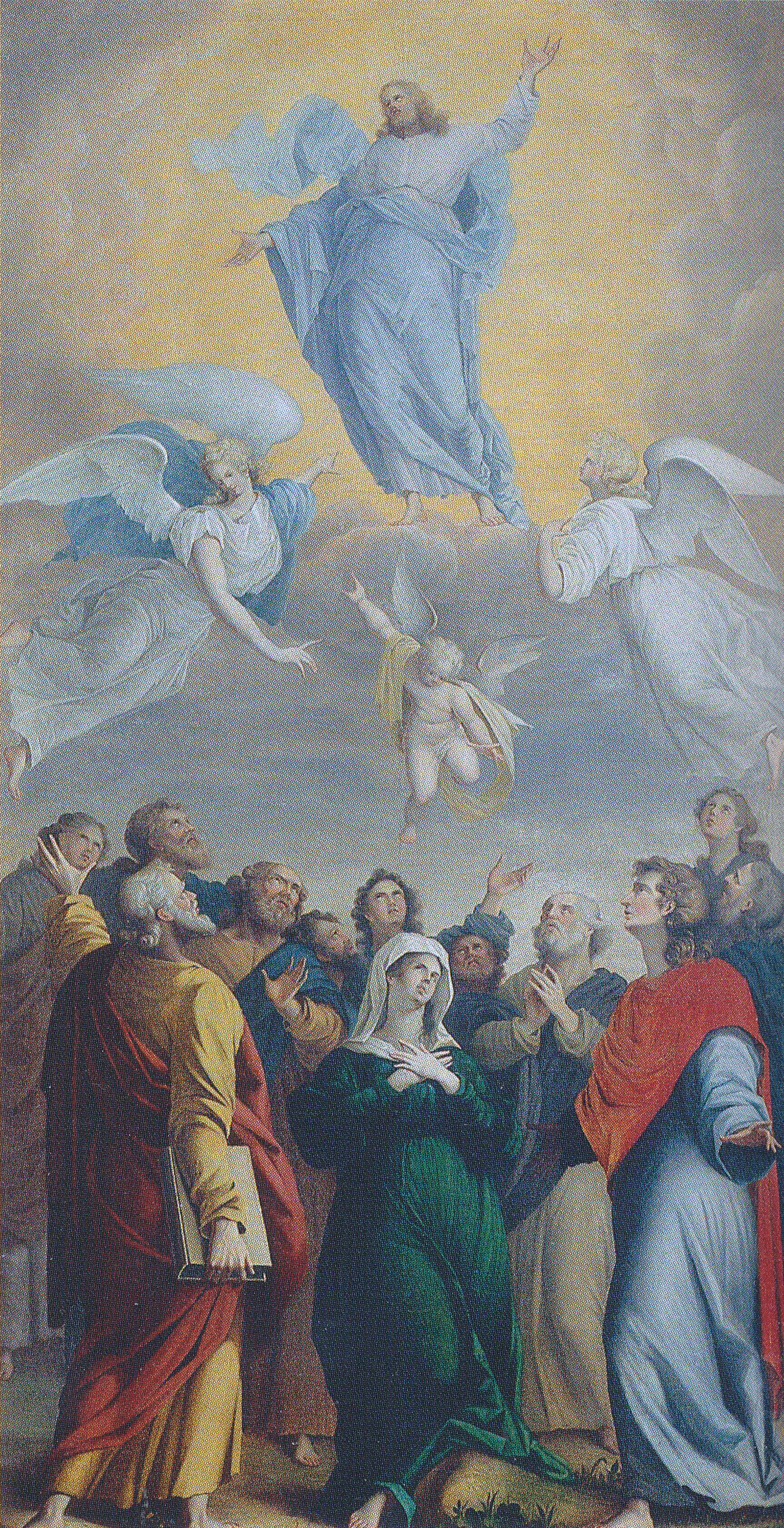
Kristi himmelsfärd – Mäntyharju kyrkas altartavla 1831
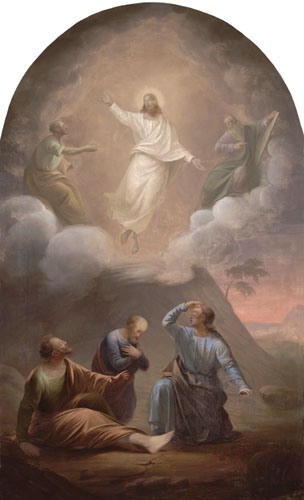
Sitka lutherska kyrkas altartavla 1839
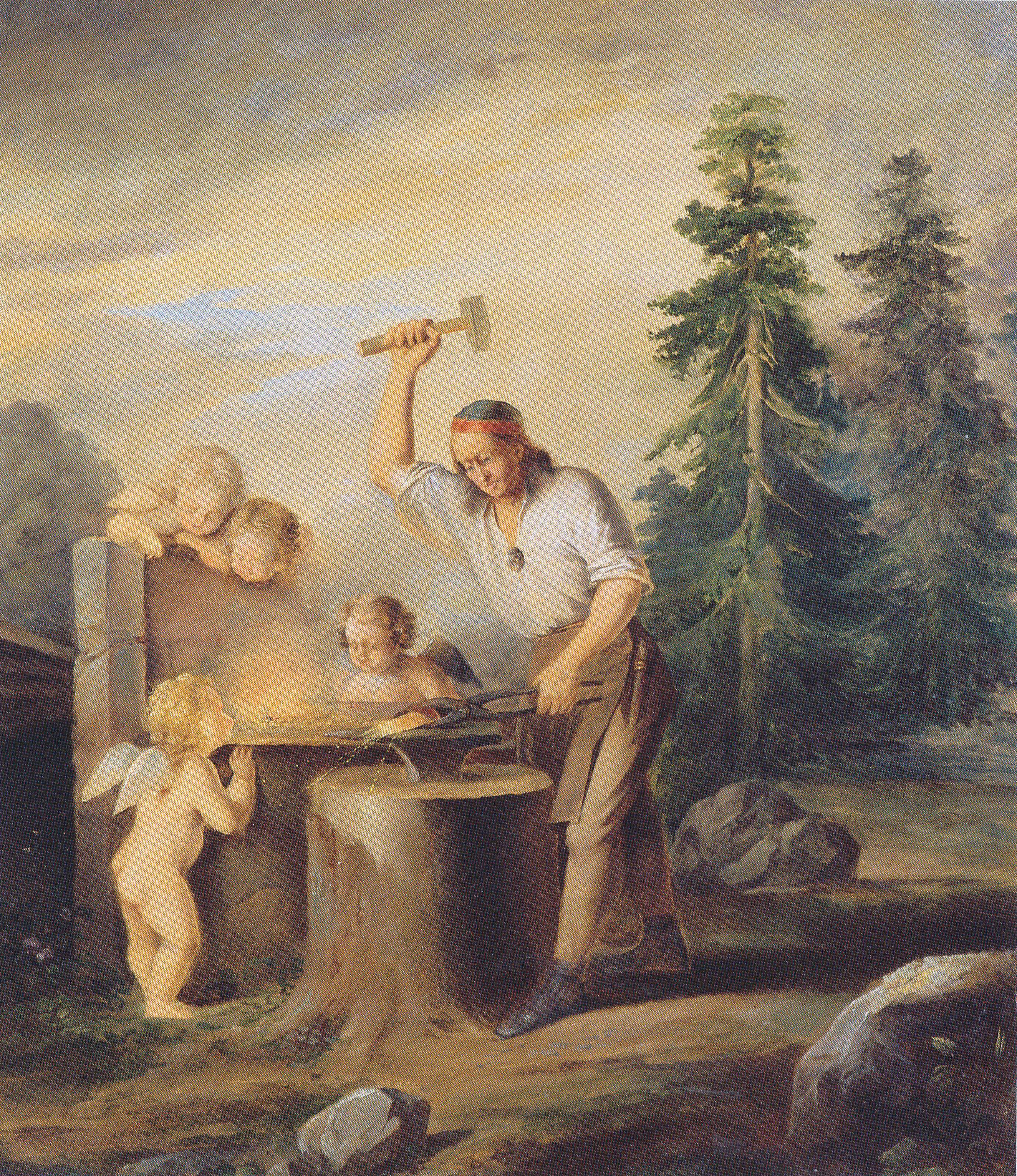
Ilmarinen smider Sampo
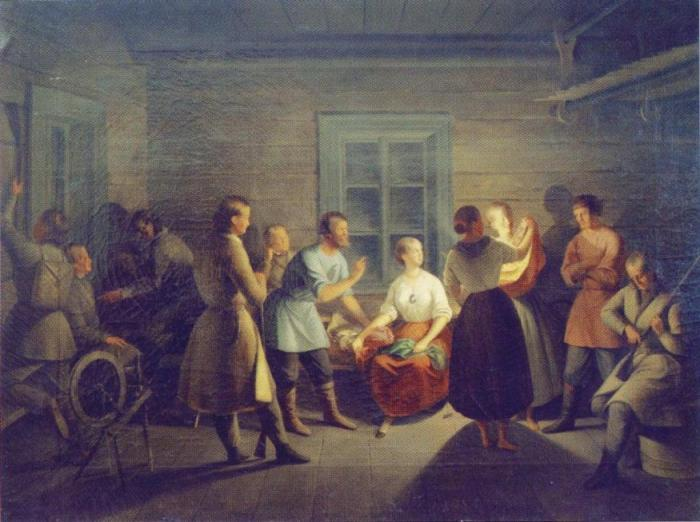
Scen ur Elgskyttarne 1840-tal